# سیدآباد قاجر
سیدآباد قاجر یا سیدآباد روستایی در دهستان ایل تیمور بخش مرکزی شهرستان بوکان استان آذربایجان غربی ایران است.

## جمعیت
بر پایه سرشماری عمومی نفوس و مسکن در سال ۱۳۹۵ جمعیت این روستا ۲۱۳ نفر (۶۵ خانوار) بوده‌است.